# Władysław Kontrowicz
Władysław Kontrowicz (ur. 22 czerwca 1878 w Stęszewie, zm. 11 stycznia 1975 w Śremie) – polski kupiec i bankowiec, radca miejski, dyrektor hotelu Bazar w Poznaniu.

## Początki kupieckie
Kontrowicz urodził się w podpoznańskim Stęszewie. Jego ojciec Wincenty był bednarzem, a matka Karolina, z domu Kwaśniewska zajmowała się gospodarstwem. Miał trójkę rodzeństwa: dwie siostry i brata. W 1892 r. po ukończeniu szkoły elementarnej rozpoczął pierwszą pracę zarobkową w stęszewskim magistracie. W 1895 roku przeniósł się do Poznania, gdzie w latach 1895–1900 pobierał naukę zawodu kupieckiego w firmie Jachimowicz i Szczawiński, która handlowała nasionami. Od 1 lipca 1900 r. przez kolejne 10 lat pracował u Jana Nepomucena Kierskiego.
W tym czasie rozpoczął działalność społeczną w Towarzystwie Młodzieży Kupieckiej. W 1907 r. współtworzył Zjednoczenie Młodzieży Kupieckiej, pierwszą polską organizację o charakterze związku zawodowego, gdzie działał przez następne 5 lat. W tym samym czasie w latach 1908–1912 uczęszczał na wykłady z prawa i ekonomii do Akademii Królewskiej w Poznaniu.
Około 1905 roku związał się powstałym rok wcześniej klubem wioślarskim, KW 04, pierwszym polskim klubem sportowym na terenie Poznania, w którym pełnił funkcję sekretarza. 28 marca 1919 r. wybrany został na prezesa zarządu klubu. W tym samym roku przyczynił się do powołania Polskiego Związku Towarzystw Wioślarskich.

## 1910–1939
W lipcu 1910 r. został członkiem zarządu i dyrektorem administracyjno-technicznych hotelu Bazar i funkcję tę pełnił przez kolejne 12 lat, do czerwca 1922 roku. Tutaj był świadkiem wybuchu powstania wielkopolskiego i I wojny światowej. O wydarzeniach w dnich 27 i 28 grudnia 1918 roku pisze:

Około południa przewinął się przed Bazarem barwny pochód tysięcy dzieci, oddających hołd Paderewskim, stojącym w otwartych oknach. (...) Około godziny 4 i pół po południu, gdy zmierzch zaczął zapadać, stałem z posłem Wojciechem Korfantym przed wejściem do hotelu. Wtem słyszymy wystrzał, który padł od strony północnej ulicy Wilhelmowskiej. (...) Publiczność zaś ogarnięta niepokojem rozpraszała się, bo poczęły się rozlegać coraz liczniejsze strzały. (...) W Bazarze panował gwar i chaos, mieszanina wojskowych z cywilami. (...) Wbrew ogólnemu twierdzeniu, jakoby społeczeństwo do powstania było przygotowane, rzucał się w oczy brak jakiejkolwiek chociażby luźnej organizacji wojskowej. (...) kierownicy jego (kapitanowie Sikorski, Piekucki i Taczak) nie byli z sobą zgodni co do taktyki i żywo sprzeczali się między sobą. Byłem przecież świadkiem ich nieporozumień.

W 1920 r. oddelegowany został z zarządu Banku Przemysłowców, z którym związany był od 1917 (lub 1918) roku, do pracy w spółce akcyjnej Hartwig Kantorowicz, gdzie objął stanowisko dyrektora. Funkcję tę sprawował do 31 grudnia 1931 roku. Kontrowicz postrzegany był w Poznaniu jako osobistość o charakterze czystym, wybitnie nadającym się do zarządzania przedsiębiorstwem, zwłaszcza od strony finansowej. Już w 1919 r. pierwsza polska Rada Miejska Poznania wybrała go niepłatnym członkiem Magistratu, radcą miejskim. Do jego obowiązków należał nadzór nad Miejską Kasą Oszczędności (od 1923 r. Banku miasta Poznania, a od 1931 r. Komunalnej Kasy Oszczędności miasta Poznania). Dnia 1 stycznia 1932 r. został jej dyrektorem. 10 listopada 1938 r. za osiągnięcia na tym stanowisku odznaczony został Złotym Krzyżem Zasługi i desygnowany na wiceprezesa Związku Komunalnych Kas Oszczędności województw pomorskiego i poznańskiego.
W grudniu 1926 roku był jednym z założycieli Korporacji Akademickiej Gedanii Posnaniensis, organizacji skupiającej studentów Wyższej Szkoły Handlowej w Poznaniu (obecnie Uniwersytet Ekonomiczny), której celem było kultywowanie w społeczeństwie idei powrotu Gdańska do Polski, a w szczególności “zdobycie Gdańska dla polskiego handlu”.

## II wojna światowa
Początek II wojny światowej zastał Kontrowicza w Poznaniu. W listopadzie 1939 r. wyrzucony został ze swojej willi przy ul. Spornej 11 i zamieszkał u znajomych. Stamtąd trafił do przesiedleńczego obozu przy ul. Głównej i 6 lub 7 marca 1940 r. wywieziony został do Generalnej Guberni na teren województwa kieleckiego. Już miesiąc później, 2 kwietnia rozpoczął pracę skarbnika w oddziale Banku Emisyjnego w Siedlcach, gdzie pracował do 10 lipca 1943 roku. Przeniesiony do oddziału w Sandomierzu, gdzie pracował do jego likwidacji w lipcu 1944 roku.

## Okres powojenny
Po wojnie próbował zostać rolnikiem. W maju 1945 r. osiadł na gospodarstwie rolnym w Śremie pod Poznaniem, które kupił jeszcze w 1938 roku. Po trzech latach, w 1948 r. sprzedał gospodarstwo zostawiając sobie willę, gdzie mieszkał do końca życia. W latach 1950–1951 brał udział w przygotowywaniu siedziby dla przyszłego oddziału Narodowego Banku Polskiego w Śremie. Mając wówczas 73 lata nie mógł już pracować, tak jak zwykle, po 10 godzin dziennie odczuwając po prostu zmęczenie; we wspomnieniach pisze, że myśl, że jestem jednostką bezpożyteczną była dla mnie głęboko odczuwalną. Władysław Kontrowicz zmarł 11 stycznia 1975 r. w Śremie w wieku 97 lat. Pochowany został w rodzinnym grobowcu Kontrowiczów w Stęszewie.

## Życie prywatne
W 1927 roku ożenił się z Marią Chocieszyńską, córką Franciszka Chocieszyńskiego, księgarza, właściciela drukarni i wydawcy dziennika Wielkopolanin. Żona zmarła w 1941 r. w Warszawie. Nie mieli dzieci.